# Pannotypie

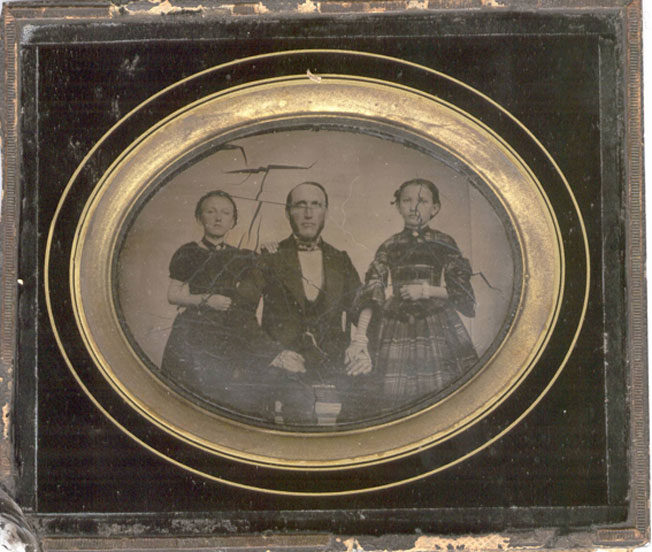
Pannotypie okolo roku 1860, na které jsou jasně vidět praskliny voskovaného plátna - slabiny tohoto procesu

Pannotypie (z latinského pannus = plátno) je historický fotografický proces, který patří do kategorie přímých pozitivních procesů jako modifikace mokrého kolódiového procesu. Za vynálezce je považována pařížská firma Wulff & Co., která ji zveřejnila v roce 1853. Metoda se používala v období 1854–1868.

## Princip
Kolódiový negativ na skle byl slabě exponován a krátce vyvolán tak, aby neměl závoj. Konečným podkladem citlivé vrstvy bylo černé plátno, proti kterému se dal obraz pozorovat v odraženém světle. Světlý negativ se tak při prohlížení proti tmavému pozadí jevil jako pozitiv. Tato technika se pozná podle zvrásněné textury plátna v obrazu. Jedná se o unikát. Tento postup měl tu výhodu, že se obraz na rozdíl od ambrotypie nemohl rozbít. Nevýhodou ale bylo, že po vysušení substrátu obraz popraskal nebo se rozpadl. S rozšířením ferrotypie a albuminového procesu se tato metoda vytratila. Vzhledem k velké citlivosti se dochovalo velmi málo originálů.

## Galerie

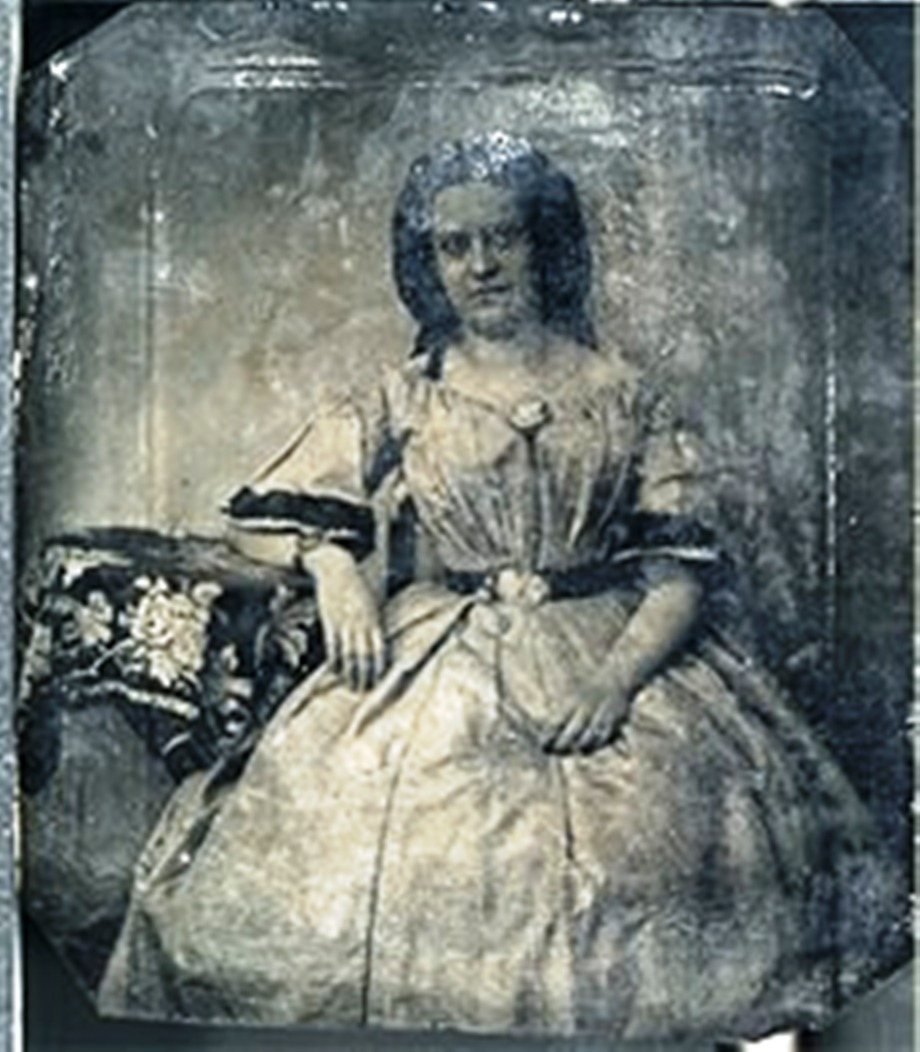
Pannotypie po roce 1860
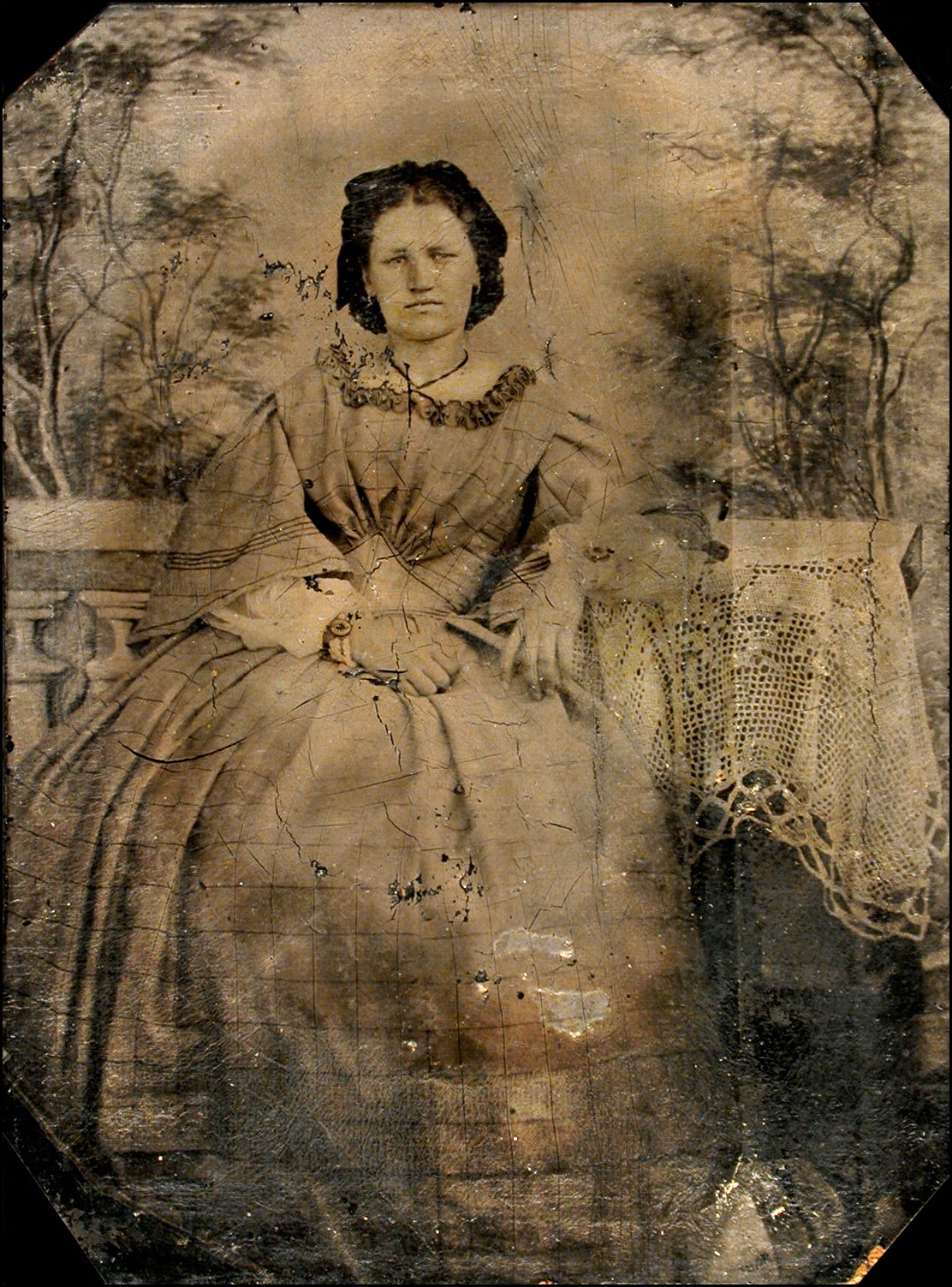
Portrét ženy na černém voskovaném plátně